# ناصر ياسين
ناصر ياسين سياسي لبناني يشغل منصب وزير البيئة في حكومة نجيب ميقاتي منذ 10 سبتمبر 2021.
بروفسور السياسات والتخطيط الاستراتيجي. شغل قبل تعيينه منصب أستاذ السياسات والتخطيط في الجامعة الأميركيّة في بيروت ورئيس قسم السياسات والادارة الصحية في الجامعة. وشغل ايضا بين 2019 و 2020 منصب مدير معهد عصام فارس للسياسات العامة والشؤون الدولية ومنصب مدير الأبحاث في المعهد بين 2014 و 2019. كما أنّه مؤسس ومُنسّق مبادرة الجامعة الأميركيّة في بيروت من أجل اللّاجئين التي تجمع وتُآزر بين أعضاء هيئة التدريس وكليّات الجامعة في الاستجابة لأزمة اللّاجئين في المنطقة. اسس واشرف منذ ربيع ال 2020 على مرصد الازمة وهو مركز بحثي-عملي يهدف الى دراسة تداعيات الازمات المتعددة واقتراح حلول عن كيفية مقاربتها. حائز على شهادة دكتوراه من جامعة لندن، وشهادة ماجستير من جامعة لندن للاقتصاد، وعلى شهادتي بكالوريوس وماجستير من الجامعة الأميركيّة في بيروت